# Chris Pettit
Christopher Michael Pettit (né le 15 août 1984 à Pasadena, Californie, États-Unis) est un joueur de champ extérieur des Ligues majeures de baseball sous contrat avec les Rockies du Colorado.

## Carrière
Chris Pettit est drafté en 19e ronde par les Angels de Los Angeles d'Anaheim en 2006.
Il fait ses débuts dans les majeures le 11 septembre 2009 comme coureur suppléant dans un match opposant les Angels aux White Sox de Chicago. À sa première présence au bâton dans les grandes ligues le 29 septembre, il réussit son premier coup sûr au plus haut niveau face au lanceur Pedro Strop des Rangers du Texas.
Pettit dispute dix parties pour l'équipe d'Anaheim en 2009, frappant deux coups sûrs en sept pour une moyenne au bâton de ,286.
Après une opération à l'épaule, il rate toute la saison 2010 et n'apparaît que dans un seul match des Angels en 2011, comme coureur suppléant.
Le 31 janvier 2012, il signe un contrat avec les Dodgers de Los Angeles. Retranché durant l'entraînement de printemps des Dodgers, il signe un contrat avec les Mariners de Seattle le 20 avril 2012. Il ne joue qu'en ligues mineures et rejoint les Rockies du Colorado le 23 juillet suivant.